# Shannon City
Shannon City est une ville des comtés de Ringgold et Union, en Iowa, aux États-Unis. Elle est  incorporée le 26 décembre 1892.

## Source de la traduction
- (en) Cet article est partiellement ou en totalité issu de l’article de Wikipédia en anglais intitulé « Shannon City, Iowa » (voir la liste des auteurs).